# Adrià III
Adrià III (Roma, segle ix – San Cesario sul Panaro, avui a la província de Mòdena, 17 de setembre de 885) fou Papa de Roma del 884 al 885.
Durant el seu breu pontificat, i seguint la línia del seu predecessor, Marí I, va renovar l'excomunicació del patriarca Foci I de Constantinoble.
Va manifestar que la consagració del Papa no requeria el consentiment imperial, però va respondre a la petició de l'emperador Carles III el Gras perquè acudís a la Dieta, que amb l'objectiu de resoldre la successió del tron imperial, se celebraria a Worms. Quan el Papa es dirigia a la trobada, va morir prop de Mòdena, el 7 de setembre del 885 i fou enterrat al monestir de Nonantula.
Poc després de la seva mort va ser proclamat sant, sense que se'n coneguin els motius. Sembla que durant una carestia, el seu auxili a la població de Roma el va fer molt popular. Venerat, la seva canonització va ser impugnada, i no va ser confirmada, però sí tolerada, fins que Lleó XIII, el 2 de desembre del 1891, va decretar-ne el culte oficial.